# Майдалькини, Франческо
Франческо Майдалькини (итал. Francesco Maidalchini; 12 апреля 1621, Витербо, Папская область — 10 июня 1700, Рим, Папская область) — итальянский куриальный кардинал. Племянник Олимпии Майдалькини и дядя кардинала Фульвио Асталли. Кардинал-дьякон с 7 октября 1647, с титулярной диаконией Сант-Адриано-аль-Форо с 16 декабря 1647 по 5 мая 1653. Кардинал-дьякон с титулярной диаконией pro illa vice Сан-Панкрацио-фуори-ле-Мура с 5 мая 1653 по 23 марта 1654. Кардинал-дьякон с титулярной диаконией Санта-Мария-ин-Портико-Октавиа с 23 марта 1654 по 26 июня 1662. Кардинал-дьякон с титулярной диаконией Санта-Мария-ин-Портико-Кампителли с 26 июня 1662 по 11 октября 1666. Кардинал-дьякон с титулярной диаконией Санта-Мария-ин-Виа-Лата с 11 октября 1666 по 19 октября 1689. Кардинал-протодьякон с 11 октября 1666 по 19 октября 1689. Кардинал-священник с титулом церкви Санта-Мария-ин-Виа с 28 ноября 1689 по 23 июля 1691. Кардинал-священник с титулом церкви Санта-Прасседе с 23 июля 1691 по 10 июня 1700. 